# Хосе Руїс
Хорхе Хосе Руїс Агілар (ісп. Jorge José Ruiz Aguilar, 2 травня 1904, Мехіко, Мексика — дата смерті невідома) — мексиканський футболіст, що грав на позиції нападника, зокрема, за клуб «Некакса», а також національну збірну Мексики.

## Клубна кар'єра
Виступав за команду «Некакса» із міста Аґуаскальєнтес.

## Виступи за збірну
У складі збірної був учасником чемпіонату світу 1930 року в Уругваї де зіграв два матчі проти Франції (1:4) і Чилі (0:3). Більше за збірну не грав.